# J'aimerais tellement
"J'aimerais tellement" é uma canção lançada em 2009 da cantora francesa Jena Lee. Pertencente aos gêneros musicais emo e R&B, é também o primeiro single de seu álbum Vous remercier. Alcançou o primeiro lugar nas listas de vendas na França, embora não tenha sido muito tocada nas rádios locais.

## Composição e videoclipe
Houve cerca de dez versões da música antes de ser gravada e escolhida como single. O videoclipe foi feito em forma de anime por Benjamin Zhang Bin, artista chinês cujo trabalho parece ser uma fotografia.

## Recepção
Antes de seu lançamento para vendas, o videoclipe tinha sido assistido por cerca de quatro milhões de pessoas no YouTube. Em seu blog oficial, a cantora contava com mais de 50.000 fans.
Ao falar sobre o sucesso da música, Jena Lee disse que se sentiu surpresa, pois não teve muito apoio das rádios e também disse que se ficou muito honrada pelo público ter gostado do single. Devido a sua grande popularidade, a música e o videoclipe foram incluídos na famosa compilação NRJ Music Awards 2010.
Em outubro de 2009, "J'aimerais tellemente" estreou em primeiro lugar nas listas de vendas francesas com 5.361 unidades vendidas e na terceira semana consecutiva em primeiro lugar conseguiu vender 7.303 unidades. A música se manteve em primeiro lugar por onze semanas. Também alcançou o primeiro lugar nas listas de downloads digitais da França, na semana de 1 de Novembro de 2009, com 10.315 downloads e chegou a 13.6373 na semana de 15 de Novembro. Permaneceu como a canção com mais downloads por três semanas.
Também alcançou um exito razoável na Bélgica, onde ficou no Top 40 por oito semanas e alcançou o 25º lugar nas vendas.

## Listas de vendas

### Posição Top
| Listas de vendas(2009)          | Posição top |
| ------------------------------- | ----------- |
| Lista de singles na Bélgica     | 25          |
| Lista de reproduções na Bélgica | 23          |
| Eurochart Hot 100 Singles       | 5           |
| Lista de downloads na França    | 1           |
| Lista de singles na França      | 1           |
| Lista de singles na Suíça       | 50          |

### Vendas e reconhecimentos
| País   | Provedor | Reconhecimento | Vendas   |
| ------ | -------- | -------------- | -------- |
| França | SNEP     | Ouro           | 150,000+ |

### Listas de vendas de fim de ano
| Lista de vendas de fim de ano (2009) | Posição |
| ------------------------------------ | ------- |
| Eurochart Hot 100                    | 57      |
| Lista de downloads na França         | 7       |
| Lista de singles na França           | 6       |